# Kanton Rijsel-2
Kanton Rijsel-2 (Frans: Canton de Lille-2) is een kanton in het Franse Noorderdepartement. Het kanton maakt deel uit van het arrondissement Rijsel. Het kanton Rijsel-2 bestaat uit drie gemeenten en een gedeelte van de gemeente Rijsel (Lille). Het kanton is in 2015 gevormd uit het voormalige kanton Marcq-en-Barœul en gedeelten van de voormalige kantons Rijsel-Noordoost en Tourcoing-Zuid.

## Gemeenten
Het kanton Rijsel-2 bevat de volgende gemeenten:
- Bondues
- Marcq-en-Barœul
- Mouvaux
- Rijsel (Lille) (gedeeltelijk) (hoofdplaats)